# Сорокино (Череповецкий район)
Сорокино — деревня в Череповецком районе Вологодской области.
Входит в состав Югского сельского поселения (с 1 января 2006 года по 8 апреля 2009 года входила в Шалимовское сельское поселение), с точки зрения административно-территориального деления — в Мусорский сельсовет.
Расстояние до районного центра Череповца по автодороге — 78 км, до центра муниципального образования Нового Домозерова по прямой — 33 км. Ближайшие населённые пункты — Тимово, Поповское, Архангельское.
По данным переписи в 2002 году постоянного населения не было.